# Schola gregoriana Piergiorgio Righele
La Schola gregoriana "Piergiorgio Righele" è un coro monodico con sede a Pescara, fondato nel 1998 sotto la direzione di Tito Molisani.
La Schola è intitolata a Piergiorgio Righele, direttore di coro grazie al quale il nucleo originario del gruppo ha iniziato la propria attività e pioniere nella diffusione del canto gregoriano in Italia.
Ha ottenuto vari riconoscimenti in importanti concorsi internazionali come Concorso Internazionale “Seghizzi” di Gorizia, Concorso Internazionale “Guido d’Arezzo” di Arezzo, Rassegna a Premi del Concorso Internazionale di Arezzo.
Fra le numerose esibizioni si ricordano: Festival Gregoriano di Brentonico (2000), Festival Lodoviciano di Viadana (2001), Tiroler Festspiele di Erl (2002), VIII Festival Internazionale di Canto Gregoriano di Watou in Belgio (2003), Incontri Internazionali di Firenze (2003 e 2005), Stagione Concertistica 2005/06 dell’Associazione “Scarlatti” di Napoli, Rassegna Internazionale di Musica Sacra di Loreto (2007), Castelbasso Progetto Cultura (2007), concerto di chiusura al XXXI Corso Internazionale di Canto Gregoriano di Cremona (2010), XVI Rassegna Internazionale di Canto Sacro ad Olbia (2010), X Congresso Internazionale di Canto Gregoriano a Lugano (2015).
Ha partecipato in veste di coro ufficiale a seminari e workshop di gregoriano e polifonia sacra tenuti da Nino Albarosa, Johannes Berchmans Göschl, Filippo Maria Bressan e Fabrizio Barchi.
La Schola Gregoriana "Piergiorgio Righele" si dedica prevalentemente al canto gregoriano. I programmi sono basati sui repertori monodici liturgici occidentali più importanti (Gregoriano, Romano Antico, Ambrosiano) e su significative polifonie medievali tramandate da antichi codici monastici.

## Discografia
Nel 2008 ha inciso per l'etichetta discografica La Bottega Discantica un'antologia di brani monodici e polifonici tratti dal repertorio medievale e contemporaneo di importanti codici musicali e compositori come Magister Perotinus, Gavin Bryars, Luciano Chailly, Bruno Bettinelli, nel disco dal titolo Altissima luce.